# Víly ze Stříbrného pramene
Víly ze Stříbrného pramene (v německém originále Die Nymphen der Silberquelle) je zpěvohra (singspiel, podle divadelní vývěsky „hra s áriemi a sbory“) o třech jednáních českého skladatele Josefa Lipavského. Libreto k ní napsal anonymní autor („přítel divadla“), později jmenovaný jako Ernst Theodor Freund, „podle pohádky z dávnověku“. Premiéru této zpěvohry uvedlo 24. září 1794 vídeňské Divadlo ve Freihausu vedené Emanuelem Schikanedrem. Hlavní roli rusalky Sirdy zpívala Josepha Hoferová (1758–1819), sestra Constanze Mozartové a sestřenice Carla Marie von Webera.

## Charakteristika a historie
Víly ze Stříbrného pramene je zpěvohra na fantastické, pohádkové téma, jaká byla v 90. letech 18. století ve vídeňském lidovém divadle oblíbená; podobné kusy psali pro Schikanederův Freihaustheater například Wolfgang Amadeus Mozart, Franz Xaver Süssmayr nebo Peter Winter, pro konkurenční Marinelliho Divadlo v Leopoldstadtu zase Wenzel Müller nebo Ferdinand Kauer. Jedná se o nikoli jedinou, ale nejvýznamnější Lipavského zpěvohru; hříčka Polepšený šotek (Der gebesserte Hausteufel) se hrála jen jako amatérské dobročinné představení v Korneuburgu, o zpěvohře Bernardon (jméno komické postavy soudobého vídeňského divadla) nejsou žádné bližší zprávy a zmínky o zpěvohře Hledač pokladů (Der Schatzgräber) v novějších pramenech jsou mylné, od Lipavského je známo pouze klavírní rondo na téma z Méhulovy stejnojmenné opery (Le Trésor supposé).
Text ani hudba Vil ze Stříbrného pramene se nezachovaly, zato však doklady o jejím uvádění. Hudební ročenka Vídně a Prahy (Jahrbuch der Tonkunst von Wien und Prag) na rok 1796 píše, že mezi aktivní skladatele patří „Lipavský, zručný klavírní mistr, z jehož skladeb zvláštní obliby mezi znalci dosáhla opera Stříbrný pramen, jež byla uvedena na Vídeňce“. Tuto zprávu o vídeňském úspěchu opakuje ve svém lexikonu i Bohumír Jan Dlabač, potvrzuje ji však i řada uvedení mimo Vídeň. 4. ledna 1795 se Víly ze Stříbrného pramene poprvé hrály v Městském divadle v Brně, 4. a 16. ledna 1796 pak v Městském divadle v Olomouci – i tam se podle zprávy v Allgemeines europäisches Journal líbily. Ještě 5. listopadu 1803 se Víly hrály v Celovci.
Zato spisovatel a statistik Joseph Rohrer (1769-1828) si ve své knize Neuestes Gemählde von Wien (1797) stěžoval na „bláznivé řeči, mimickou hru a pouliční nápěvy“ mj. ve Vílách ze Stříbrného pramene, jimž dává ženská část publika přednost před činoherní klasikou.

## Postavy a první představitelé
- Sirda, ochranná víla Stříbrného pramene – Maria Josepha Hofer (roz. Weber)
- Elga, její dcera – Perrier (Perier)
- Therbal, pastýř – Gregor Murschhauser
- Astur, Therbalův syn – Frasel
- Rosa, Therbalova dcera – Hofmann
- Berthold, Asturův pacholek – (Karl) Schikaneder ml.
- Slečna Adelheid von Wunimon – Mischel
- Rytíř Konrad – Schuster
- Duch rytíře Melchiora Köthnera – Mayer
- Unko, Sirdin služebný duch – Werther
- Uda, Sirdina víla – Ruth
- Hadula, Sirdina víla – Hennbök
- Kunz, zbrojnoš rytíře Konrada – Rotter
- První Adelheidina dáma – Maria Anna Sartory (Sartori)
- Druhá Adelheidina dáma – Murschhauser
- Třetí Adelheidina dáma – Winter
- Kupido – malý Schikaneder
- Géniové, víly, rytíři, komorné, zbrojnoši[2]